# Обзервер
«Обзервер» (англ. The Observer; англ.: [əbˈzɜːvə], укр. «Спостерігач», «Оглядач») — британська щотижнева газета, яка виходить щонеділі. Це перша й найстаріша недільна газета у світі. 1993 року була придбана іншим великим виданням — щоденною газетою The Guardian.
У грудні 2024 року Tortoise Media придбала газету у Scott Trust Limited, перехід відбувся 22 квітня 2025 року.

## Історія

### Виникнення
Перший номер був надрукований 4 грудня 1791 року В.С. Борном (W.S. Bourne). Це була перша у світі недільна газета. Борн збирався заробити на газеті гроші, проте скоро замість цього мав борги у 1 600 фунтів стерлінгів. Хоча попередні видання Борна були незалежними, його брат, заможний бізнесмен, вирішив продати газету державі, та отримав відмову. Але уряд запропонував йому субсидії в обмін на вплив на редакційну політику видання. У підсумку газета стала боротися з радикалами, такими як Томас Пейн, Френсіс Бурде, Джозеф Прістлі.

### XIXст.
У 1807 році брати Борни вирішили відійти від управління газетою, призначивши Льюїса Доксата новим редактором. Сім років по тому вони продали «Оглядача» Вільяму Іннелу Клементу. Газета продовжувала отримувати державні субсидії протягом цього періоду. У 1819 році тираж газети становив 23 000 примірників на тиждень, 10 000 з яких називалися «примірниками-зразками» та безкоштовно розповсюджувалися поштарями, які були зобов'язані доставити номери газети «адвокатам, лікарям та усім джентльменам міста». У цей час газета почала демонструвати більше незалежності в редакційній політиці, критикуючи владу та опублікувавши матеріали про бійню в Пітерлоо. Не зважаючи на заборону суду в 1820 році, газета опублікувала матеріали про справу вуличних конспіраторів Като, що планували вбити членів Кабінету. Газета надрукувала ілюстрації, на яких конспіратори були заарештовані, та стала піонером ілюстрованої журналістики свого часу.
Клемент керував «Оглядачем» до своєї смерті у 1852 році. Протягом цього часу газета підтримала Парламентську реформу 1832 року, але протистояла чартизму. У 1857 році в дітей Клемента газету купив Джозеф Сноу. Він зайняв крісло редактора газети. За часів Сноу газета дотримувалася  ліберального політичного курсу, підтримуючи північні штати США в американській громадянській війні, а у 1866 році підтримала чартистів та реформу про загальне виборче право у Великій Британії. Це збільшило наклад газети.
У 1870 році заможний бізнесмен Джуліус Бір купив газету та призначив Едварда Дайсі редактором, який мав докласти зусиль для збільшення тиражу газети. Хоча син Біра Фредерік став власником газети лише після смерті батька у 1880 році, він мав невеликий інтерес до газети та звільнив Дайсі з поста редактора. Новим редактором став Даф Трейл, та скоро його замінила жінка Фредеріка Біра Рейчел Бір. Вона залишалась редактором протягом 13 років, редагуючи також газету The Sunday Times, яку купила сім'я Бірів.

### XXст.
Після смерті Фредеріка у 1905 році газету купив магнат Альфред Гармсворт. Він призначив Джеймса Луїса Гарвіна редактором. Гарвін перетворив газету у орган політичного впливу та збільшив наклад із 5000 до 40 000 примірників. Проте погляди Норткліфа розійшлися з поглядами Гарвіна, і Нотркліф продав газету лорду Астору, який передав її своєму синові чотири роки потому.
Астори віддали контроль над газетою Гарвіну. Він зміг збільшити наклад вже до 200 000 примірників у роки між світовими війнами. Газета була незалежною, але підтримувала партію торі. Згодом це призвело до конфлікту Гарвіна з Девідом Валдофом, сином лорда Астора. У 1942 році Гарвіна звільнили з поста редактора.
У 1948 році Девід Валдорф став редактором газети. Він залишався на цій посаді 27 років, і за цей час газета завоювала довіру читачів. На її сторінках друкувались Джордж Орвелл, Пол Дженнінгс та інші відомі автори. Газета стала першим національним виданням, що протистояло урядові у питанні Суецької кризи, що коштувало їй втрати багатьох читачів. У 1977 році газету купує американськая корпорація ARCO, яка у 1981 році продає її компанії Lonrho.
З червня 1993 року The Observer стає частиною Guardian Media Group і перетворюється із окремої газети у недільний випуск британського якісного видання The Guardian.

### XXIст.
27 лютого 2005 року газета The Observer запустила власний блог, ставши першою газетою, що відкрито документувала свої внутрішні рішення, та першою газетою, що випускала подкасти. Постійні колумністи газети — Ендрью Ронслі та Нік Коен.
Окрім щотижневого журналу Observer Magazine, що досі виходить кожну неділю, декілька років поспіль кожного місяця виходили різні журнали-додатки до газети: Observer Sport Monthly, Observer Music Monthly, Observer Woman та Observer Food Monthly.
8 січня 2006 року The Observer вслід за щоденною газетою The Guardian перейшла на компактний формат берлінер.
24 жовтня 2007 року газету очолив нинішній редактор Джон Малголанд.
На початку 2010 року газета оновила свій стиль. «Розділ „Новини“, який буде розглядати ділові та особисті фінанси, також стане домівкою для нового розділу „Сім днів“, пропонуючи повний огляд головних новин минулого тижня з Великої Британії і по всьому світу, а також буде зосереджуватися на більш глибокому аналізі і коментарях».

## Додатки та особливості
Після оновлення у 2010 році газета виходить з малою кількістю додатків — «Sport», «The Observer Magazine», «The New Review» та «The New York Times International Weekly» (додаток на 8 сторінок із найкращими статтями з The New York Times). Кожні 4 тижні газета включає журнал The Observer Food Monthly.
Раніше газета виходила з широким колом додатків, таких як Sport, Business & Media, Review, Escape (подорожі), The Observer Magazine та багатьма щомісячними журналами-додатками, такими як Observer Food Monthly, Observer Women monthly, Observer Sport Monthly та The Observer Film Magazine.

## Ньюзрум
The Observer та його газета-сестра The Guardian користуються центром у Лондоні, який має назву Ньюзрум (кімната новин). Він складається з архівів, у тому числі номерів старих видань газети, бібліотеки фотографій та інших документів, таких як щоденники, листи, записні книжки. Ньюзрум проводить тимчасові виставки та освітні програми для шкіл.
У листопаді 2007 року The Observer та The Guardian зробили свої архіви доступними через інтернет. Там можна переглянути випуски газети The Observer з 1791 по 2000 рік та випуски The Guardian з 1821 по 2000 рік.

## Інтернет-версія
«Оглядач» не має окремого вебсайту, існує як один з розділів сайту The Guardian.
Сайт був створений у 1995 році. У вересні того року «Гардіанс Ньюс Медіа Лаб» (the Guardian's New Media Lab) була офіційно заснована Радою зберігачів газети (the Board of Guardian Newspapers Ltd) «для здійснення пропонованої публікації в електронній формі The Guardian та The Observer».
У січні 2011 року з'являється додаток The Guardian для iPhone та iPod Touch, у вересні та жовтні — додатки для Android та смартфонів на платформі Windows. Також у вересні The Guardian представляє свій перший додаток на Facebook. У липні 2013 року сайт The Guardian переїхав на новий світовий домен, аби підкреслити його зростаючу глобальну присутність.
У жовтні 2014 кількість унікальних переглядів вебсайту The Guardian досягла 111,482,021 щомісячно, а переглядів вільної версії сайту — 58,593,979 щомісячно. 
Також на вебсайті є розділ, у якому зібрані найяскравіші фото з усього світу із зображенням головних подій за тиждень. Вони охоплюють широкий спектр різних тем: суспільство, релігія, мистецтво, кумедні випадки з життя простих людей та дотепні «ляпи» найвідоміших персон. Наприкінці тижня редактори підбивають підсумки і публікують десять найважливіших новин, які відбулися за останній тиждень.
- W. S. Bourne & W. H. Bourne (1791—1807)
- Lewis Doxat (1807—1857)
- Joseph Snowe (1857—1870)
- Edward Dicey (1870—1889)
- Henry Duff Traill (1889—1891)
- Rachel Beer (1891—1904)
- Austin Harrison (1904—1908)
- James Louis Garvin (1908—1942)
- Ivor Brown (1942—1948)
- David Astor (1948—1975)
- Donald Trelford (1975—1993)
- Jonathan Fenby (1993—1995)
- Andrew Jaspan (1995—1996)
- Will Hutton (1996—1998)
- Roger Alton (1998—2007)
- John Mulholland (2008–)

## Нагороди
The Observer була названа Національною газетою року у 2007. Її додатки двічі вигравали у номінації «Постійний додаток року» (Sport Monthly у 2001 році; Food Monthly у 2006 році).
Журналісти газети The Observer вигравали ряд нагород:
- «Інтерв'юер року» (Лін Барбер, 2002; Шон О'Гаган, 2003; Рейчел Кук, 2006; Кріссі Ілі (freelance for Observer and Sunday Times magazine), 2008)
- «Критик року» (Джей Рейнер, 2006; Філіп Френч, 2009).

## Цікаві факти
- У 1990 році Фарзад Базофт, журналіст The Observer, був страчений увІраку через звинувачення у шпигунстві. У 2003 році газета взяла інтерв'ю в іракського полковника, який заарештував та допитав Базофта, а також стверджував, що Базофт — не шпигун.[15]
- Газета заборонена в Єгипті з лютого 2008 року за публікацію коміксів з Пророком Мухаммедом.[16]